# Pascal Besnard
Pascal Besnard (Ginevra, 3 maggio 1963) è un dirigente sportivo ed ex calciatore svizzero, di ruolo difensore, presidente del Servette.

## Palmarès

### Club

#### Competizioni nazionali
- Campionato svizzero: 1

Servette: 1984-85